# Рух принца Філіпа
Рух принца Філіпа (англ. Prince Philip Movement) — релігійний рух на острові Танна у Вануату; карго-культ племені яохнанен (англ. yaohnanen), що проживає в однойменному селі і який вважає принца Філіпа, чоловіка королеви Великої Британії Єлизавети II, божественною істотою.

## Історія

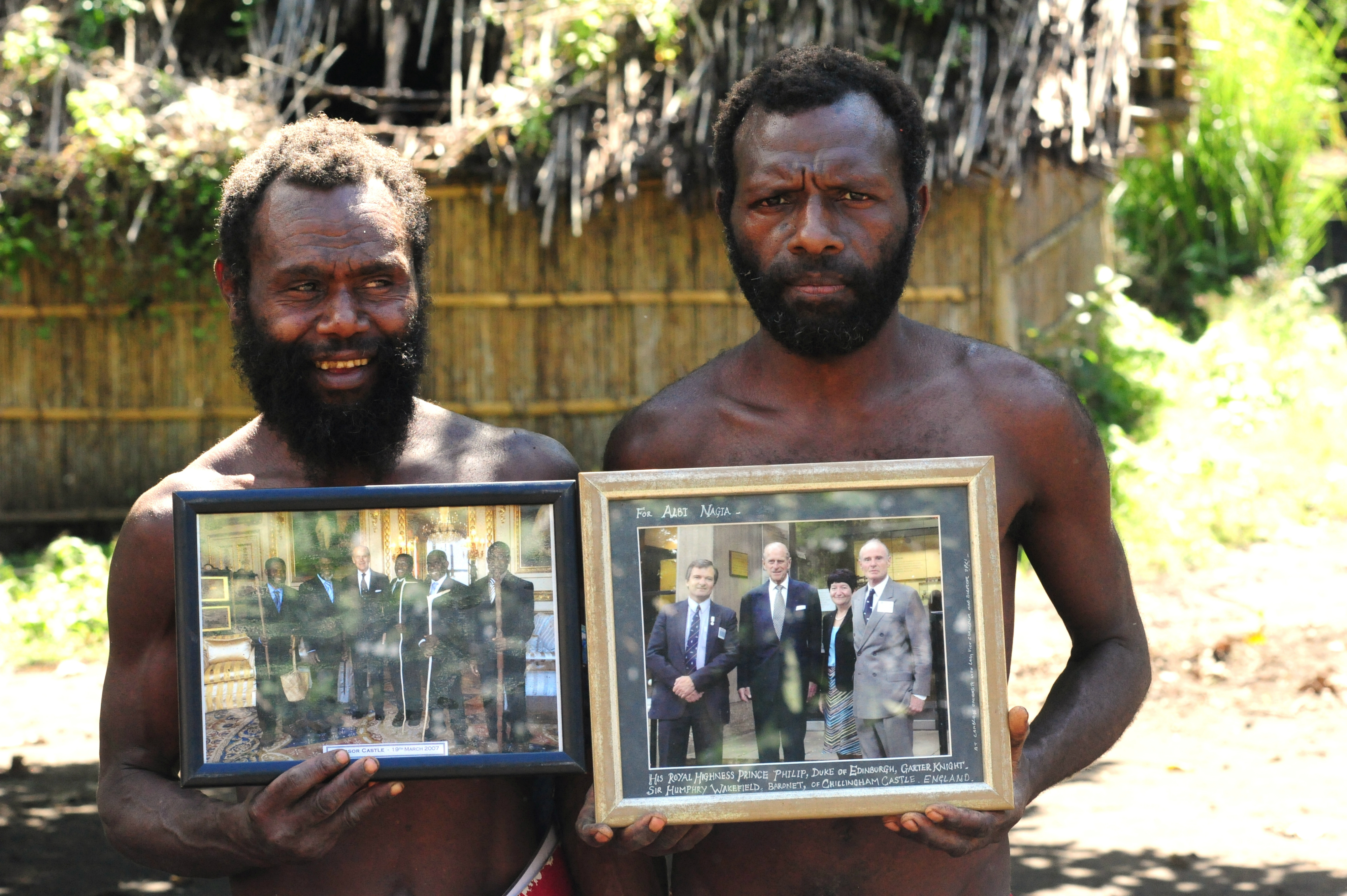
Чоловіки племені яохнанен з фотографіями принца

На острові є велика кількість прихильників культу карго, що з'явився на Танні в роки Другої світової війни, найбільш відомими з них є рух Джона Фрума і рух принца Філіпа.
Згідно стародавнім сказанням остров'ян, син гірського духа відправиться одного разу за море в далекі краї, одружується на гідній жінці і повернеться до них. Так як Вануату довгий час перебувало у складі Британської імперії, цим легендарним сином був визнаний принц Філіп. Коли з'явився цей культ, точно невідомо, передбачається, що між 1950 і 1960 роками. Легенда посилилася в 1974 року, коли в Вануату відбувся офіційний візит королівської пари і деякі жителі острова реально побачили принца Філіпа на далекій відстані. Принц не був у курсі такого руху на острові, поки йому про це не повідомив британський резидент-комісар в Нових Гебридах (назва Вануату до 1980 року) Джон Чемпіон (англ. John Champion). Він же запропонував принцу Філіпу відіслати племені яохнанен свій портрет. Принц відгукнувся на цю пропозицію і відіслав на острів Танна підписані ним офіційні фотографії. У відповідь остров'яни відіслали принцу фотографію традиційного ритуалу племені — приношення в жертву свині, званого на острові nal-nal. Пізніше Філіп надсилав інші свої фотографії, які зберігалися у вождя племені — Джека Наїва (англ. Jack Naiva).
У жовтні 2014 острів Танна відвідала принцеса Великої Британії Анна, яка також була в 1974 році тут разом з батьками.